# Herman Houben
Pour les articles homonymes, voir Houben.
Herman Houben  est un footballeur belge, né le 12 janvier 1947 à Hoogstraten (Belgique).

## Carrière
Joueur polyvalent, Herman Houben a joué 443 matches et inscrit 65 buts en Division 1 belge. Il débute au Royal Beerschot AC en 1966. Avec ce club, Il remporte la Coupe de Belgique en 1971.
En 1972, il est transféré au KFC Diest où il reste deux saisons. Vice-champion de Belgique en 1975 avec le Royal Antwerp FC, il rejoint le FC Malines, mais le club est relégué en Division 2 en 1977.
En 1978, il part au Waterschei THOR avec lequel il remporte une seconde Coupe de Belgique. Il arrête le football de haut niveau en 1982.

## Palmarès
- 2x vainqueur de la Coupe de Belgique: 1971 (avec le K Beerschot VAV) et 1980 (avec le Waterschei THOR).
- Vice-champion de Belgique en 1975 avec le R Antwerp FC